# César d'Estrées
César d'Estrées (Paris, 5 de fevereiro de 1628 - abadia de Saint-Germain-des-Prés, 18 de dezembro de 1714) foi um cardeal do século XVII e XVIII

## Biografia
Nasceu em Paris em 5 de fevereiro de 1628. De família nobre originária de Artois. Filho de François Annibal, duque d'Estrées, marechal da França, e Marie de Béthune (B5). Irmão de Jean II d'Estrées, almirante e marechal da França, vice-rei da América. Sobrinho de Gabrielle d'Estrées, amante do rei Henrique IV da França.
(Nenhuma informação encontrada). Abade commendatario do mosteiro de Longi Pontis, Soissons. Provost commendatario de Verton, Nanterre..
Eleito bispo de Laon, 30 de agosto de 1655. Consagrado, 26 de setembro de 1655, na catedral de Senlis, por Henri de Bethune, arcebispo de Bordeaux, auxiliado por Denis Sanguin, bispo de Senlis, e por Luis de Rechigne, bispo de Tulle . Duque e par da França. Abade de Saint-Germain-des-Prés. Membro da Académie Française , 1658; era reitor da Académie no momento de sua morte. Participou na Assembleia do Clero, 1660. Protetor da Académie de Soissons . Embaixador da França perante a Santa Sé..
Criado cardeal e reservado in pectore no consistório de 24 de agosto de 1671; publicado no consistório de 16 de maio de 1672; recebeu o gorro vermelho e o título de S. Maria da Via, a 8 de agosto de 1672. Ministro de Portugal perante a Santa Sé. Optou pelo título de SS. Trinità al Monte Pincio, 28 de janeiro de 1675. Participou do conclave de 1676, que elegeu o Papa Inocêncio XI. Renunciou ao governo da diocese em favor de seu sobrinho Jean, em 2 de junho de 1681. Abade de St. , 1688. Participou do conclave de 1689, que elegeu o Papa Alexandre VIII. Participou do conclave de 1691 , que elegeu o Papa Inocêncio XII. Optou pela ordem dos bispos e pela sé suburbicária de Albano, em 15 de setembro de 1698. Participou do conclave de 1700, que elegeu o Papa Clemente XI. Embaixador da França na Espanha, 1701-1703. Abade de Saint-Germain-des-Prés, 1703..
Morreu em abadia de Saint-Germain-des-Prés em 18 de dezembro de 1714. Exposto e enterrado na igreja daquela abadia..